# Feux
Feux ist eine französische Gemeinde mit 323 Einwohnern (Stand: 1. Januar 2022) im Département Cher in der Region Centre-Val de Loire. Sie gehört zum Arrondissement  Bourges und zum Kanton  Sancerre. 

## Lage
Feux liegt etwa 40 Kilometer ostnordöstlich von Bourges. Das Gemeindegebiet wird von den Flüsschen Benelle und Chanteraine durchquert, die beide in die Vauvise münden. Umgeben wird Feux von den Nachbargemeinden Gardefort im Norden und Nordwesten, Vinon im Norden, Saint-Bouize im Norden und Nordosten, Herry im Osten, Sancergues im Süden, Lugny-Champagne im Süden und Südwesten, Groises im Westen sowie Jalognes im Westen und Nordwesten.

## Bevölkerungsentwicklung
| Jahr                      | 1962 | 1968 | 1975 | 1982 | 1990 | 1999 | 2006 | 2013 |
| Einwohner                 | 450  | 394  | 367  | 375  | 393  | 349  | 344  | 339  |
| Quelle: Cassini und INSEE |      |      |      |      |      |      |      |      |

## Sehenswürdigkeiten

Kirche Sainte-Anne

- Kirche Sainte-Anne